# Jelšovec
Jelšovec és un poble i municipi d'Eslovàquia. Es troba a la regió de Banská Bystrica. La primera menció escrita de la vila es remunta al 1573.

## Demografia
| Godina             | 1994 | 2004    | 2014    | 2024   |
| ------------------ | ---- | ------- | ------- | ------ |
| Nombre de persones | 188  | 274     | 314     | 303    |
| Diferència         |      | +45,74% | +14,59% | −3,50% |

| Godina             | 2023 | 2024   |
| ------------------ | ---- | ------ |
| Nombre de persones | 315  | 303    |
| Diferència         |      | −3,80% |